# Guatoque - Veraguas
La estación sencilla Guatoque - Veraguas hace parte del sistema de transporte masivo de Bogotá llamado TransMilenio inaugurado en el año 2000.

## Ubicación
La estación está ubicada en el sector del centro-occidente de la ciudad, más específicamente sobre la avenida Avenida de los Comuneros con la carrera 27.
Atiende la demanda de los barrios Veraguas, El Progreso, Ricaurte y sus alrededores. El área es residencial e industrial.

## Origen del nombre
El nombre Guatoque significa arroyo o quebrada en la lengua muisca, teniendo en cuenta que en el sitio donde se ubica la estación se encuentra el canal Comuneros que recoge las aguas de los ríos San Agustín y San Francisco, el segundo nombre Veraguas lo recibe del barrio ubicado en el costado sur.

## Historia
En el año 2012, al ser puesta en funcionamiento la fase III del sistema, se inició la construcción de la troncal de la Calle Sexta o Avenida los Comuneros para establecer una conexión entre las troncales de la Carrera Décima, la Avenida Caracas y la NQS. Fue inaugurada en noviembre de 2015 y junto con la de Tygua - San José conforman dicha troncal que es una extensión de la NQS Central.
Durante el Paro nacional de 2021, la estación sufrió diversos ataques que afectaron de forma considerable las puertas de vidrio y demás infraestructura de la estación, razón por la cual se encontró inoperativa.

## Servicios de la estación

### Servicios troncales
| Tipo                                                          | Rutas al Norte | Rutas al Sur       | Rutas al Oriente |
| ------------------------------------------------------------- | -------------- | ------------------ | ---------------- |
| Expresos todos los días todo el día                           | C25            | G47                | L25 M47          |
| Expresos lunes a sábado todo el día                           | D21            | G41 H21            | L41              |
| Expresos lunes a viernes todo el día                          | C17            | H17                |                  |
| Expresos sábados de 4:00 a. m. a 3:00 p. m.                   | C17            | H17                |                  |
| Rutas que finalizan y que inician el recorrido en la estación |                |                    |                  |
| Tipo                                                          | Rutas al Norte | Rutas al Occidente |                  |
| Ruta fácil                                                    | 8              | 8                  |                  |

### Esquema
| ← Occidente     |           |           |
| Carrera 27      | D21G41G47 | 8C17C25   |
|                 | Vagón 4   | Vagón 3   |
| Canal Comuneros |           |           |
| Vagón 2         | Vagón 1   |           |
| Carrera 27      | 8H17L25   | H21L41M47 |
| Oriente →       |           |           |

### Servicios urbanos
Así mismo funcionan las siguientes rutas urbanas del SITP en los costados externos a la estación, circulando por los carriles de tráfico mixto sobre la Avenida de los Comuneros, con posibilidad de trasbordo usando la tarjeta TuLlave:
| Código | Sector         | Dirección    | Rutas                        |
| ------ | -------------- | ------------ | ---------------------------- |
| 059A00 | A Br. Veraguas | AC 6 - AK 27 | A537A633 111 120 192 256 614 |
| 058A00 | A Br. Ricaurte | AC 6 - AK 26 | G537 111 120 192 256 614     |

## Ubicación geográfica
| Noroeste: E Ricaurte  | Norte: F San Façon Carrera 22 | Nordeste: Los Mártires   |
| Oeste: Los Mártires   |                               | Este: E Tygua - San José |
| Suroeste: G Comuneros | Sur: Los Mártires             | Sureste: Los Mártires    |